# Franz Kaufmann
Franz Kaufmann (5. dubna 1876 Hrbovice – 27. dubna 1939 České Budějovice) byl československý politik německé národnosti a meziválečný poslanec Národního shromáždění za Německou sociálně demokratickou stranu dělnickou v ČSR.

## Biografie
Byl synem mlynáře. Vystudoval národní školu v Krupce a reálnou školu v Teplicích. Chtěl studovat medicínu, ale záměr mu nevyšel. Za první světové války bojoval na Volyni a v Tyrolsku.
Původní profesí byl zámečníkem a soustružníkem kovů. Působil v Teplicích, Saské Kamenici, Brandenburgu, Vídni a Chomutově. Od přelomu 19. a 20. století byl aktivní v rakouské sociální demokracii. Působil jako odborový funkcionář mezi německými kovodělníky v českých zemích. Od roku 1906 byl redaktorem listu Volksrecht v Ústí nad Labem. Od roku 1919 zastával funkci předsedy německého odborového svazu kovodělníků v ČSR. Funkci si podržel až do roku 1938. Byl rovněž náměstkem starosty Chomutova. Roku 1918 byl členem německé národní rady v Chomutově.
Podle údajů k roku 1929 byl profesí předsedou mezinárodního svazu kovodělníků v Chomutově.
V parlamentních volbách v roce 1920 získal za Německou sociálně demokratickou stranu dělnickou v ČSR poslanecké křeslo v Národním shromáždění. Mandát obhájil v parlamentních volbách v roce 1925 i parlamentních volbách v roce 1929.
Za nacistického režimu byl pronásledován a je zmiňován jako oběť nacismu.